# Marc Cardona
Marc Cardona Rovira (Lleida, 8 juli 1995) is een Spaans voetballer die doorgaans als aanvaller speelt.

## Carrière
Cardona speelde als jeugdspeler voor San Benito CF. In 2014 ging hij spelen voor Atlético Sanluqueño CF. In 2016 behaalde de aanvaller met deze club promotie van de Tercera División naar de Segunda División B. In juni 2016 werd Cardona gecontracteerd door FC Barcelona voor het tweede elftal. Hij speelde op 20 augustus 2016 zijn eerste wedstrijd voor Barça B en scoorde daarin een hattrick. Op 30 november 2016 debuteerde Cardona tegen Hércules CF in de Copa del Rey voor het eerste elftal van FC Barcelona, als invaller voor Carles Aleñá. Op 6 december 2016 volgde zijn debuut in de UEFA Champions League als invaller voor Arda Turan tegen Borussia Mönchengladbach.
Hij verruilde FC Barcelona in juli 2019 voor Osasuna, dat hem in het seizoen 2021-2022 verhuurde aan Go Ahead Eagles.

### Carrièrestatistieken
| Seizoen                     | Club              | Land            | Competitie         | Competitie | Competitie | Beker | Beker | Internationaal | Internationaal | Overig | Overig | Totaal | Totaal |
| Seizoen                     | Club              | Land            | Competitie         | Wed.       | Dlp.       | Wed.  | Dlp.  | Wed.           | Dlp.           | Wed.   | Dlp.   | Wed.   | Dlp.   |
| --------------------------- | ----------------- | --------------- | ------------------ | ---------- | ---------- | ----- | ----- | -------------- | -------------- | ------ | ------ | ------ | ------ |
| 2016/17                     | FC Barcelona      | Spanje          | Primera División   | 0          | 0          | 1     | 0     | 1              | 0              | 0      | 0      | 2      | 0      |
| 2016/17                     | FC Barcelona B    | Spanje          | Segunda División B | 25         | 15         | –     | –     | –              | –              | 6      | 2      | 31     | 17     |
| 2017/18                     | FC Barcelona      | Spanje          | Primera División   | 0          | 0          | 0     | 0     | 0              | 0              | 0      | 0      | 0      | 0      |
| 2017/18                     | FC Barcelona B    | Spanje          | Segunda División A | 29         | 7          | –     | –     | –              | –              | 0      | 0      | 29     | 7      |
| 2018/19                     | FC Barcelona      | Spanje          | Primera División   | 0          | 0          | 0     | 0     | 0              | 0              | 0      | 0      | 0      | 0      |
| 2018/19                     | → SD Eibar        | Spanje          | Primera División   | 17         | 3          | 2     | 0     | –              | –              | 0      | 0      | 19     | 3      |
| 2019/20                     | CA Osasuna        | Spanje          | Primera División   | 19         | 1          | 3     | 1     | –              | –              | 0      | 0      | 22     | 2      |
| 2020/21                     | CA Osasuna        | Spanje          | Primera División   | 3          | 0          | 0     | 0     | –              | –              | 0      | 0      | 3      | 0      |
| 2020/21                     | → RCD Mallorca    | Spanje          | Segunda División A | 13         | 2          | 0     | 0     | –              | –              | 0      | 0      | 13     | 2      |
| 2021/22                     | CA Osasuna        | Spanje          | Primera División   | 0          | 0          | 0     | 0     | –              | –              | 0      | 0      | 0      | 0      |
| 2021/22                     | → Go Ahead Eagles | Nederland       | Eredivisie         | 0          | 0          | 0     | 0     | –              | –              | 0      | 0      | 0      | 0      |
| Carrière totaal             | Carrière totaal   | Carrière totaal | Carrière totaal    | 106        | 28         | 6     | 1     | 1              | 0              | 6      | 2      | 119    | 31     |
| Bijgewerkt tot 30 juli 2021 |                   |                 |                    |            |            |       |       |                |                |        |        |        |        |

## Erelijst
FC Barcelona
| Nationaal    |    |         |
| Copa del Rey | 1x | 2016/17 |